# Bandits of El Dorado
Bandits of El Dorado è un film del 1949 diretto da Ray Nazarro.
È un western statunitense ambientato nel 1887 con Charles Starrett, George J. Lewis, Fred F. Sears, John Dehner e Clayton Moore. Fa parte della serie di film western della Columbia incentrati sul personaggio di Durango Kid.

## Produzione
Il film, diretto da Ray Nazarro su una sceneggiatura di Barry Shipman, fu prodotto da Colbert Clark per la Columbia Pictures e girato nell'Iverson Ranch a Chatsworth, Los Angeles, California, dal 17 al 26 maggio 1949.

## Distribuzione
Il film fu distribuito negli Stati Uniti dal 20 ottobre 1949 al cinema dalla Columbia Pictures.
Altre distribuzioni:
- in Brasile (Bandidos do El Dorado)
- nel Regno Unito (Tricked)

## Promozione
La tagline è: Smiley's Tunes Echo To The Roar Of Starrett's Guns!.